# فهرست خورشیدگرفتگی‌های سده ۲ (پیش از میلاد)
این فهرست شامل خورشیدگرفتگی‌های قرن دوم پیش از میلاد است که در طی دورهٔ سال۱۰۱ پیش از میلاد تا ۲۰۰ پیش از میلاد روی داده‌اند. در این دوره، ۲۳۷ خورشیدگرفتگی رخ داد که ۸۰ مورد آن خورشیدگرفتگی جزئی، ۷۳ مورد خورشیدگرفتگی حلقه‌ای، ۶۳ خورشیدگرفتگی کامل و ۲۱ مورد نیز از نوع خورشیدگرفتگی مرکب بود.
| تاریخ          | زمان بزرگ‌ترین گرفتگی | دوره ساروس | نوع    | شدت    | طول                 | موقعیت                                          | طول مسیر               | منطقه جغرافیای | منابع(s) |
| -------------- | -------------------- | ---------- | ------ | ------ | ------------------- | ----------------------------------------------- | ---------------------- | -------------- | -------- |
| ۴ مارس ۲۰۰     | ۱۳:۲۱:۰۵             | ۴۶         | جزئی   | ۰٫۶۵۳۱ | —                   | ۷۱°۲۴′شمالی ۲۹°۴۲′غربی / ۷۱٫۴°شمالی ۲۹٫۷°غربی   | —                      |                | [ ۱ ]    |
| ۲۹ اوت ۲۰۰     | ۰۳:۵۳:۲۸             | ۵۱         | جزئی   | ۰٫۶۱۷۱ | —                   | ۷۱°۰۰′جنوبی ۱۱۹°۳۶′شرقی / ۷۱٫۰°جنوبی ۱۱۹٫۶°شرقی | —                      |                | [ ۱ ]    |
| ۲۲ فوریه ۱۹۹   | ۰۱:۵۰:۴۰             | ۵۶         | Total  | ۱٫۰۴۴۱ | 04 دقیقه و 10 ثانیه | ۱۲°۱۲′شمالی ۱۵۶°۵۴′غربی / ۱۲٫۲°شمالی ۱۵۶٫۹°غربی | ۱۶۱ کیلومتر (۱۰۰ مایل) |                | [ ۱ ]    |
| ۱۸ اوت ۱۹۹     | ۰۵:۵۹:۴۲             | ۶۱         | حلقه‌ای | ۰٫۹۳۶۳ | 08 دقیقه و 28 ثانیه | ۱۴°۲۴′جنوبی ۱۳۷°۰۰′شرقی / ۱۴٫۴°جنوبی ۱۳۷٫۰°شرقی | ۲۷۲ کیلومتر (۱۶۹ مایل) |                | [ ۱ ]    |
| ۱۱ فوریه ۱۹۸   | ۱۷:۵۷:۰۵             | ۶۶         | Total  | ۱٫۰۵۷۴ | 04 دقیقه و 48 ثانیه | ۳۱°۳۰′جنوبی ۲۷°۳۶′غربی / ۳۱٫۵°جنوبی ۲۷٫۶°غربی   | ۱۹۷ کیلومتر (۱۲۲ مایل) |                | [ ۱ ]    |
| ۷ اوت ۱۹۸      | ۰۶:۲۰:۱۶             | ۷۱         | حلقه‌ای | ۰٫۹۵۲۵ | 05 دقیقه و 29 ثانیه | ۳۲°۰۰′شمالی ۱۴۱°۲۴′شرقی / ۳۲٫۰°شمالی ۱۴۱٫۴°شرقی | ۱۷۹ کیلومتر (۱۱۱ مایل) |                | [ ۱ ]    |
| ۱ فوریه ۱۹۷    | ۰۹:۰۱:۱۷             | ۷۶         | جزئی   | ۰٫۹۹۲۴ | —                   | ۶۹°۱۸′جنوبی ۱۰۷°۰۶′غربی / ۶۹٫۳°جنوبی ۱۰۷٫۱°غربی | —                      |                | [ ۱ ]    |
| ۲۶ ژوئیه ۱۹۷   | ۱۲:۰۳:۲۶             | ۸۱         | حلقه‌ای | ۰٫۹۹۰۹ | 00 دقیقه و 31 ثانیه | ۷۹°۱۸′شمالی ۱۶۳°۰۰′غربی / ۷۹٫۳°شمالی ۱۶۳٫۰°غربی | ۱۵۷ کیلومتر (۹۸ مایل)  |                | [ ۱ ]    |
| ۲۲ دسامبر ۱۹۷  | ۰۲:۰۲:۲۰             | ۴۸         | جزئی   | ۰٫۶۸۸۳ | —                   | ۶۵°۲۴′شمالی ۱۴۰°۵۴′غربی / ۶۵٫۴°شمالی ۱۴۰٫۹°غربی | —                      |                | [ ۱ ]    |
| ۱۶ ژوئن ۱۹۶    | ۱۷:۴۹:۴۰             | ۵۳         | Total  | ۱٫۰۶۸۷ | 05 دقیقه و 36 ثانیه | ۳۶°۴۲′جنوبی ۲۵°۲۴′غربی / ۳۶٫۷°جنوبی ۲۵٫۴°غربی   | ۴۵۷ کیلومتر (۲۸۴ مایل) |                | [ ۱ ]    |
| ۱۱ دسامبر ۱۹۶  | ۰۱:۳۳:۱۹             | ۵۸         | حلقه‌ای | ۰٫۹۱۵۳ | 12 دقیقه و 04 ثانیه | ۶°۱۸′شمالی ۱۴۵°۳۰′غربی / ۶٫۳°شمالی ۱۴۵٫۵°غربی   | ۳۷۰ کیلومتر (۲۳۰ مایل) |                | [ ۱ ]    |
| ۶ ژوئن ۱۹۵     | ۱۱:۰۴:۰۵             | ۶۳         | Total  | ۱٫۰۷۰۷ | 06 دقیقه و 26 ثانیه | ۱۴°۵۴′شمالی ۶۶°۵۴′شرقی / ۱۴٫۹°شمالی ۶۶٫۹°شرقی   | ۲۳۲ کیلومتر (۱۴۴ مایل) |                | [ ۱ ]    |
| ۳۰ نوامبر ۱۹۵  | ۰۲:۱۰:۴۸             | ۶۸         | حلقه‌ای | ۰٫۹۴۵۲ | 05 دقیقه و 58 ثانیه | ۳۲°۱۲′جنوبی ۱۶۵°۳۶′غربی / ۳۲٫۲°جنوبی ۱۶۵٫۶°غربی | ۲۰۶ کیلومتر (۱۲۸ مایل) |                | [ ۱ ]    |
| ۲۷ مه ۱۹۴      | ۰۱:۱۶:۱۷             | ۷۳         | Total  | ۱٫۰۱۸۲ | 01 دقیقه و 20 ثانیه | ۵۷°۴۸′شمالی ۱۷۰°۱۲′غربی / ۵۷٫۸°شمالی ۱۷۰٫۲°غربی | ۸۱ کیلومتر (۵۰ مایل)   |                | [ ۱ ]    |
| ۱۹ نوامبر ۱۹۴  | ۰۹:۴۱:۵۱             | ۷۸         | حلقه‌ای | ۰٫۹۹۱۹ | 00 دقیقه و 31 ثانیه | ۶۸°۵۴′جنوبی ۲۷°۵۴′شرقی / ۶۸٫۹°جنوبی ۲۷٫۹°شرقی   | ۵۸ کیلومتر (۳۶ مایل)   |                | [ ۱ ]    |
| ۱۵ آوریل ۱۹۳   | ۱۸:۳۲:۰۴             | ۴۵         | جزئی   | ۰٫۳۶۳۶ | —                   | ۶۱°۰۰′جنوبی ۲۸°۳۶′شرقی / ۶۱٫۰°جنوبی ۲۸٫۶°شرقی   | —                      |                | [ ۱ ]    |
| ۱۵ مه ۱۹۳      | ۰۸:۴۴:۲۲             | ۸۳         | جزئی   | ۰٫۱۴۵۱ | —                   | ۶۲°۳۰′شمالی ۲۸°۴۲′غربی / ۶۲٫۵°شمالی ۲۸٫۷°غربی   | —                      |                | [ ۱ ]    |
| ۹ اکتبر ۱۹۳    | ۱۳:۱۲:۴۳             | ۵۰         | جزئی   | ۰٫۶۸۹۵ | —                   | ۶۰°۵۴′شمالی ۱۱۲°۳۰′شرقی / ۶۰٫۹°شمالی ۱۱۲٫۵°شرقی | —                      |                | [ ۱ ]    |
| ۷ نوامبر ۱۹۳   | ۲۳:۲۶:۲۸             | ۸۸         | جزئی   | ۰٫۰۹۰۶ | —                   | ۶۲°۰۶′جنوبی ۱۱۵°۳۰′شرقی / ۶۲٫۱°جنوبی ۱۱۵٫۵°شرقی | —                      |                | [ ۱ ]    |
| ۴ آوریل ۱۹۲    | ۱۸:۵۲:۰۲             | ۵۵         | حلقه‌ای | ۰٫۹۴۶۴ | 05 دقیقه و 35 ثانیه | ۲۸°۱۲′جنوبی ۳۰°۰۰′غربی / ۲۸٫۲°جنوبی ۳۰٫۰°غربی   | ۲۴۲ کیلومتر (۱۵۰ مایل) |                | [ ۱ ]    |
| ۲۹ سپتامبر ۱۹۲ | ۰۴:۲۵:۳۰             | ۶۰         | Total  | ۱٫۰۲۳۸ | 01 دقیقه و 59 ثانیه | ۲۵°۴۲′شمالی ۱۷۹°۳۶′غربی / ۲۵٫۷°شمالی ۱۷۹٫۶°غربی | ۹۳ کیلومتر (۵۸ مایل)   |                | [ ۱ ]    |
| ۲۴ مارس ۱۹۱    | ۲۳:۰۷:۰۸             | ۶۵         | حلقه‌ای | ۰٫۹۸۹۷ | 01 دقیقه و 01 ثانیه | ۸°۱۸′شمالی ۱۱۷°۰۰′غربی / ۸٫۳°شمالی ۱۱۷٫۰°غربی   | ۳۷ کیلومتر (۲۳ مایل)   |                | [ ۱ ]    |
| ۱۸ سپتامبر ۱۹۱ | ۱۴:۴۴:۲۲             | ۷۰         | حلقه‌ای | ۰٫۹۷۳۶ | 02 دقیقه و 41 ثانیه | ۷°۱۸′جنوبی ۴°۱۸′شرقی / ۷٫۳°جنوبی ۴٫۳°شرقی       | ۹۶ کیلومتر (۶۰ مایل)   |                | [ ۱ ]    |
| ۱۴ مارس ۱۹۰    | ۱۰:۲۹:۳۸             | ۷۵         | Total  | ۱٫۰۳۲۰ | 02 دقیقه و 15 ثانیه | ۴۸°۱۸′شمالی ۳۷°۴۲′شرقی / ۴۸٫۳°شمالی ۳۷٫۷°شرقی   | ۲۳۱ کیلومتر (۱۴۴ مایل) |                | [ ۱ ]    |
| ۷ سپتامبر ۱۹۰  | ۱۷:۵۵:۲۱             | ۸۰         | حلقه‌ای | ۰٫۹۲۵۷ | 06 دقیقه و 21 ثانیه | ۵۴°۰۶′جنوبی ۸۷°۱۸′غربی / ۵۴٫۱°جنوبی ۸۷٫۳°غربی   | ۰۲۸ کیلومتر (۱۷ مایل)  |                | [ ۱ ]    |
| ۲ فوریه ۱۸۹    | ۱۷:۲۷:۱۴             | ۴۷         | جزئی   | ۰٫۹۲۷۱ | —                   | ۶۲°۲۴′جنوبی ۱۰۳°۰۶′شرقی / ۶۲٫۴°جنوبی ۱۰۳٫۱°شرقی | —                      |                | [ ۱ ]    |
| ۲۸ ژوئیه ۱۸۹   | ۰۲:۳۵:۱۱             | ۵۲         | جزئی   | ۰٫۶۰۷۸ | —                   | ۶۳°۰۶′شمالی ۲۹°۰۶′غربی / ۶۳٫۱°شمالی ۲۹٫۱°غربی   | —                      |                | [ ۱ ]    |
| ۲۲ ژانویه ۱۸۸  | ۰۷:۱۹:۵۳             | ۵۷         | مرکب   | ۱٫۰۰۲۸ | 00 دقیقه و 15 ثانیه | ۴۱°۲۴′جنوبی ۱۳۵°۱۲′شرقی / ۴۱٫۴°جنوبی ۱۳۵٫۲°شرقی | ۱۱ کیلومتر (۶٫۸ مایل)  |                | [ ۱ ]    |
| ۱۷ ژوئیه ۱۸۸   | ۱۰:۲۹:۱۸             | ۶۲         | Total  | ۱٫۰۲۱۲ | 01 دقیقه و 47 ثانیه | ۴۵°۱۲′شمالی ۸۳°۲۴′شرقی / ۴۵٫۲°شمالی ۸۳٫۴°شرقی   | ۷۹ کیلومتر (۴۹ مایل)   |                | [ ۱ ]    |
| ۱۱ ژانویه ۱۸۷  | ۱۴:۴۲:۳۸             | ۶۷         | حلقه‌ای | ۰٫۹۴۶۵ | 06 دقیقه و 51 ثانیه | ۲°۴۸′جنوبی ۱۰°۰۰′شرقی / ۲٫۸°جنوبی ۱۰٫۰°شرقی     | ۲۰۹ کیلومتر (۱۳۰ مایل) |                | [ ۱ ]    |
| ۷ ژوئیه ۱۸۷    | ۰۱:۰۱:۰۷             | ۷۲         | Total  | ۱٫۰۶۹۵ | 06 دقیقه و 35 ثانیه | ۲°۳۶′شمالی ۱۴۶°۴۲′غربی / ۲٫۶°شمالی ۱۴۶٫۷°غربی   | ۲۴۲ کیلومتر (۱۵۰ مایل) |                | [ ۱ ]    |
| ۳۱ دسامبر ۱۸۷  | ۱۵:۱۴:۴۰             | ۷۷         | جزئی   | ۰٫۸۶۱۵ | —                   | ۶۵°۰۰′شمالی ۱۵°۴۲′غربی / ۶۵٫۰°شمالی ۱۵٫۷°غربی   | —                      |                | [ ۱ ]    |
| ۲۸ مه ۱۸۶      | ۱۱:۰۸:۳۷             | ۴۴         | جزئی   | ۰٫۱۹۱۷ | —                   | ۶۸°۲۴′شمالی ۹۹°۳۶′غربی / ۶۸٫۴°شمالی ۹۹٫۶°غربی   | —                      |                | [ ۱ ]    |
| ۲۶ ژوئن ۱۸۶    | ۱۸:۱۳:۱۸             | ۸۲         | جزئی   | ۰٫۸۵۱۷ | —                   | ۶۵°۴۲′جنوبی ۵۵°۰۰′غربی / ۶۵٫۷°جنوبی ۵۵٫۰°غربی   | —                      |                | [ ۱ ]    |
| ۲۰ نوامبر ۱۸۶  | ۲۲:۰۹:۴۴             | ۴۹         | جزئی   | ۰٫۴۹۴۴ | —                   | ۶۹°۰۰′جنوبی ۱۰۱°۳۶′شرقی / ۶۹٫۰°جنوبی ۱۰۱٫۶°شرقی | —                      |                | [ ۱ ]    |
| ۱۶ مه ۱۸۵      | ۲۳:۴۵:۳۳             | ۵۴         | مرکب   | ۱٫۰۰۰۳ | 00 دقیقه و 01 ثانیه | ۶۳°۵۴′شمالی ۱۴۱°۵۴′غربی / ۶۳٫۹°شمالی ۱۴۱٫۹°غربی | ۲ کیلومتر (۱٫۲ مایل)   |                | [ ۱ ]    |
| ۹ نوامبر ۱۸۵   | ۰۷:۴۶:۴۰             | ۵۹         | مرکب   | ۱٫۰۱۴۰ | 01 دقیقه و 08 ثانیه | ۴۷°۳۶′جنوبی ۱۰۳°۰۶′شرقی / ۴۷٫۶°جنوبی ۱۰۳٫۱°شرقی | ۵۷ کیلومتر (۳۵ مایل)   |                | [ ۱ ]    |
| ۶ مه ۱۸۴       | ۰۵:۰۸:۲۲             | ۶۴         | حلقه‌ای | ۰٫۹۵۸۱ | 05 دقیقه و 20 ثانیه | ۱۳°۰۶′شمالی ۱۵۴°۰۶′شرقی / ۱۳٫۱°شمالی ۱۵۴٫۱°شرقی | ۱۵۲ کیلومتر (۹۴ مایل)  |                | [ ۱ ]    |
| ۲۹ اکتبر ۱۸۴   | ۲۲:۳۶:۲۶             | ۶۹         | Total  | ۱٫۰۴۸۶ | 04 دقیقه و 32 ثانیه | ۴°۰۶′جنوبی ۱۰۷°۵۴′غربی / ۴٫۱°جنوبی ۱۰۷٫۹°غربی   | ۱۶۳ کیلومتر (۱۰۱ مایل) |                | [ ۱ ]    |
| ۲۵ آوریل ۱۸۳   | ۰۵:۴۳:۴۳             | ۷۴         | حلقه‌ای | ۰٫۹۴۲۹ | 06 دقیقه و 13 ثانیه | ۳۹°۵۴′جنوبی ۱۶۱°۰۰′شرقی / ۳۹٫۹°جنوبی ۱۶۱٫۰°شرقی | ۳۵۰ کیلومتر (۲۲۰ مایل) |                | [ ۱ ]    |
| ۱۹ اکتبر ۱۸۳   | ۱۴:۰۷:۰۲             | ۷۹         | Total  | ۱٫۰۲۳۹ | 01 دقیقه و 53 ثانیه | ۴۵°۴۸′شمالی ۳۷°۱۸′شرقی / ۴۵٫۸°شمالی ۳۷٫۳°شرقی   | ۱۴۹ کیلومتر (۹۳ مایل)  |                | [ ۱ ]    |
| ۱۵ مارس ۱۸۲    | ۲۰:۵۴:۵۰             | ۴۶         | جزئی   | ۰٫۵۷۵۷ | —                   | ۷۱°۴۲′شمالی ۱۵۸°۰۰′غربی / ۷۱٫۷°شمالی ۱۵۸٫۰°غربی | —                      |                | [ ۱ ]    |
| ۱۴ آوریل ۱۸۲   | ۰۸:۴۸:۵۲             | ۸۴         | جزئی   | ۰٫۰۶۹۲ | —                   | ۷۱°۲۴′جنوبی ۱۶۵°۴۸′شرقی / ۷۱٫۴°جنوبی ۱۶۵٫۸°شرقی | —                      |                | [ ۱ ]    |
| ۹ سپتامبر ۱۸۲  | ۱۱:۲۳:۱۸             | ۵۱         | جزئی   | ۰٫۵۴۰۷ | —                   | ۷۱°۳۶′جنوبی ۷°۲۴′غربی / ۷۱٫۶°جنوبی ۷٫۴°غربی     | —                      |                | [ ۱ ]    |
| ۴ مارس ۱۸۱     | ۰۹:۵۳:۲۳             | ۵۶         | Total  | ۱٫۰۴۹۲ | 04 دقیقه و 27 ثانیه | ۱۸°۱۸′شمالی ۷۹°۱۸′شرقی / ۱۸٫۳°شمالی ۷۹٫۳°شرقی   | ۱۸۲ کیلومتر (۱۱۳ مایل) |                | [ ۱ ]    |
| ۲۸ اوت ۱۸۱     | ۱۳:۰۲:۰۰             | ۶۱         | حلقه‌ای | ۰٫۹۳۲۳ | 08 دقیقه و 37 ثانیه | ۲۱°۱۸′جنوبی ۲۷°۴۲′شرقی / ۲۱٫۳°جنوبی ۲۷٫۷°شرقی   | ۳۰۱ کیلومتر (۱۸۷ مایل) |                | [ ۱ ]    |
| ۲۲ فوریه ۱۸۰   | ۰۲:۱۴:۲۰             | ۶۶         | Total  | ۱٫۰۶۰۲ | 05 دقیقه و 08 ثانیه | ۲۵°۴۸′جنوبی ۱۵۳°۰۶′غربی / ۲۵٫۸°جنوبی ۱۵۳٫۱°غربی | ۲۰۴ کیلومتر (۱۲۷ مایل) |                | [ ۱ ]    |
| ۱۷ اوت ۱۸۰     | ۱۳:۲۰:۵۱             | ۷۱         | حلقه‌ای | ۰٫۹۵۱۹ | 05 دقیقه و 43 ثانیه | ۲۵°۱۲′شمالی ۳۴°۵۴′شرقی / ۲۵٫۲°شمالی ۳۴٫۹°شرقی   | ۱۷۹ کیلومتر (۱۱۱ مایل) |                | [ ۱ ]    |
| ۱۱ فوریه ۱۷۹   | ۱۷:۱۶:۱۹             | ۷۶         | Total  | ۱٫۰۰۷۸ | 00 دقیقه و 26 ثانیه | ۷۶°۳۰′جنوبی ۸۷°۱۲′شرقی / ۷۶٫۵°جنوبی ۸۷٫۲°شرقی   | ۱۵۳ کیلومتر (۹۵ مایل)  |                | [ ۱ ]    |
| ۶ اوت ۱۷۹      | ۱۹:۲۳:۲۸             | ۸۱         | حلقه‌ای | ۰٫۹۹۴۹ | 00 دقیقه و 19 ثانیه | ۷۹°۱۲′شمالی ۱°۱۸′غربی / ۷۹٫۲°شمالی ۱٫۳°غربی     | ۴۴ کیلومتر (۲۷ مایل)   |                | [ ۱ ]    |
| ۲ ژانویه ۱۷۸   | ۱۰:۰۷:۱۷             | ۴۸         | جزئی   | ۰٫۶۷۰۹ | —                   | ۶۶°۳۰′شمالی ۸۶°۳۶′شرقی / ۶۶٫۵°شمالی ۸۶٫۶°شرقی   | —                      |                | [ ۱ ]    |
| ۲۸ ژوئن ۱۷۸    | ۰۱:۱۶:۵۰             | ۵۳         | Total  | ۱٫۰۶۵۶ | 04 دقیقه و 59 ثانیه | ۴۶°۵۴′جنوبی ۱۴۱°۰۰′غربی / ۴۶٫۹°جنوبی ۱۴۱٫۰°غربی | ۶۵۰ کیلومتر (۴۰۰ مایل) |                | [ ۱ ]    |
| ۲۲ دسامبر ۱۷۸  | ۰۹:۳۳:۳۴             | ۵۸         | حلقه‌ای | ۰٫۹۱۶۵ | 12 دقیقه و 08 ثانیه | ۶°۲۴′شمالی ۹۲°۳۶′شرقی / ۶٫۴°شمالی ۹۲٫۶°شرقی     | ۳۶۷ کیلومتر (۲۲۸ مایل) |                | [ ۱ ]    |
| ۱۶ ژوئن ۱۷۷    | ۱۸:۲۶:۲۱             | ۶۳         | Total  | ۱٫۰۶۷۸ | 06 دقیقه و 23 ثانیه | ۱۱°۳۰′شمالی ۴۴°۰۰′غربی / ۱۱٫۵°شمالی ۴۴٫۰°غربی   | ۲۲۶ کیلومتر (۱۴۰ مایل) |                | [ ۱ ]    |
| ۱۰ دسامبر ۱۷۷  | ۱۰:۲۸:۰۹             | ۶۸         | حلقه‌ای | ۰٫۹۴۷۹ | 05 دقیقه و 43 ثانیه | ۳۳°۵۴′جنوبی ۷۱°۱۸′شرقی / ۳۳٫۹°جنوبی ۷۱٫۳°شرقی   | ۱۹۵ کیلومتر (۱۲۱ مایل) |                | [ ۱ ]    |
| ۶ ژوئن ۱۷۶     | ۰۸:۱۷:۱۱             | ۷۳         | Total  | ۱٫۰۱۵۶ | 01 دقیقه و 13 ثانیه | ۵۵°۴۸′شمالی ۹۱°۴۸′شرقی / ۵۵٫۸°شمالی ۹۱٫۸°شرقی   | ۶۵ کیلومتر (۴۰ مایل)   |                | [ ۱ ]    |
| ۲۹ نوامبر ۱۷۶  | ۱۸:۲۲:۰۷             | ۷۸         | حلقه‌ای | ۰٫۹۹۴۴ | 00 دقیقه و 21 ثانیه | ۷۳°۱۸′جنوبی ۱۰۲°۳۰′غربی / ۷۳٫۳°جنوبی ۱۰۲٫۵°غربی | ۳۹ کیلومتر (۲۴ مایل)   |                | [ ۱ ]    |
| ۲۷ آوریل ۱۷۵   | ۰۱:۰۴:۴۲             | ۴۵         | جزئی   | ۰٫۲۲۷۰ | —                   | ۶۱°۲۴′جنوبی ۷۹°۱۸′غربی / ۶۱٫۴°جنوبی ۷۹٫۳°غربی   | —                      |                | [ ۱ ]    |
| ۲۶ مه ۱۷۵      | ۱۵:۱۶:۲۹             | ۸۳         | جزئی   | ۰٫۲۸۴۷ | —                   | ۶۳°۱۲′شمالی ۱۳۶°۴۸′غربی / ۶۳٫۲°شمالی ۱۳۶٫۸°غربی | —                      |                | [ ۱ ]    |
| ۲۰ اکتبر ۱۷۵   | ۲۱:۵۱:۴۸             | ۵۰         | جزئی   | ۰٫۶۶۳۵ | —                   | ۶۱°۱۲′شمالی ۲۶°۵۴′غربی / ۶۱٫۲°شمالی ۲۶٫۹°غربی   | —                      |                | [ ۱ ]    |
| ۱۹ نوامبر ۱۷۵  | ۰۸:۱۷:۱۶             | ۸۸         | جزئی   | ۰٫۰۹۹۳ | —                   | ۶۲°۴۸′جنوبی ۲۷°۱۲′غربی / ۶۲٫۸°جنوبی ۲۷٫۲°غربی   | —                      |                | [ ۱ ]    |
| ۱۶ آوریل ۱۷۴   | ۰۱:۳۳:۵۱             | ۵۵         | حلقه‌ای | ۰٫۹۴۹۴ | 05 دقیقه و 18 ثانیه | ۲۹°۱۸′جنوبی ۱۳۰°۳۰′غربی / ۲۹٫۳°جنوبی ۱۳۰٫۵°غربی | ۲۴۶ کیلومتر (۱۵۳ مایل) |                | [ ۱ ]    |
| ۱۰ اکتبر ۱۷۴   | ۱۲:۴۷:۴۵             | ۶۰         | Total  | ۱٫۰۱۸۳ | 01 دقیقه و 35 ثانیه | ۲۲°۴۲′شمالی ۵۳°۱۲′شرقی / ۲۲٫۷°شمالی ۵۳٫۲°شرقی   | ۷۳ کیلومتر (۴۵ مایل)   |                | [ ۱ ]    |
| ۴ آوریل ۱۷۳    | ۰۶:۲۱:۰۶             | ۶۵         | حلقه‌ای | ۰٫۹۹۵۹ | 00 دقیقه و 24 ثانیه | ۹°۳۰′شمالی ۱۳۴°۲۴′شرقی / ۹٫۵°شمالی ۱۳۴٫۴°شرقی   | ۱۴ کیلومتر (۸٫۷ مایل)  |                | [ ۱ ]    |
| ۲۸ سپتامبر ۱۷۳ | ۲۲:۳۶:۱۱             | ۷۰         | حلقه‌ای | ۰٫۹۶۷۹ | 03 دقیقه و 17 ثانیه | ۱۰°۱۸′جنوبی ۱۱۴°۳۶′غربی / ۱۰٫۳°جنوبی ۱۱۴٫۶°غربی | ۱۱۷ کیلومتر (۷۳ مایل)  |                | [ ۱ ]    |
| ۲۴ مارس ۱۷۲    | ۱۸:۱۴:۵۰             | ۷۵         | Total  | ۱٫۰۳۹۴ | 02 دقیقه و 45 ثانیه | ۴۷°۱۲′شمالی ۷۷°۱۲′غربی / ۴۷٫۲°شمالی ۷۷٫۲°غربی   | ۲۳۵ کیلومتر (۱۴۶ مایل) |                | [ ۱ ]    |
| ۱۸ سپتامبر ۱۷۲ | ۰۱:۱۶:۱۶             | ۸۰         | حلقه‌ای | ۰٫۹۲۳۳ | 06 دقیقه و 40 ثانیه | ۵۱°۴۸′جنوبی ۱۶۴°۴۲′شرقی / ۵۱٫۸°جنوبی ۱۶۴٫۷°شرقی | ۷۳۹ کیلومتر (۴۵۹ مایل) |                | [ ۱ ]    |
| ۱۳ فوریه ۱۷۱   | ۰۱:۴۹:۳۴             | ۴۷         | جزئی   | ۰٫۸۷۵۸ | —                   | ۶۱°۴۸′جنوبی ۳۲°۱۸′غربی / ۶۱٫۸°جنوبی ۳۲٫۳°غربی   | —                      |                | [ ۱ ]    |
| ۱۴ مارس ۱۷۱    | ۱۰:۲۸:۳۸             | ۸۵         | جزئی   | ۰٫۰۳۵۶ | —                   | ۶۱°۰۰′شمالی ۵°۲۴′غربی / ۶۱٫۰°شمالی ۵٫۴°غربی     | —                      |                | [ ۱ ]    |
| ۸ اوت ۱۷۱      | ۰۹:۳۶:۲۶             | ۵۲         | جزئی   | ۰٫۵۰۴۱ | —                   | ۶۲°۲۴′شمالی ۱۴۴°۳۰′غربی / ۶۲٫۴°شمالی ۱۴۴٫۵°غربی | —                      |                | [ ۱ ]    |
| ۲ فوریه ۱۷۰    | ۱۵:۳۴:۲۷             | ۵۷         | مرکب   | ۱٫۰۰۲۳ | 00 دقیقه و 12 ثانیه | ۳۹°۲۴′جنوبی ۱۳°۱۲′شرقی / ۳۹٫۴°جنوبی ۱۳٫۲°شرقی   | ۹ کیلومتر (۵٫۶ مایل)   |                | [ ۱ ]    |
| ۲۸ ژوئیه ۱۷۰   | ۱۷:۵۱:۱۹             | ۶۲         | Total  | ۱٫۰۲۱۷ | 01 دقیقه و 45 ثانیه | ۴۶°۱۸′شمالی ۲۳°۳۰′غربی / ۴۶٫۳°شمالی ۲۳٫۵°غربی   | ۸۳ کیلومتر (۵۲ مایل)   |                | [ ۱ ]    |
| ۲۲ ژانویه ۱۶۹  | ۲۲:۴۱:۰۶             | ۶۷         | حلقه‌ای | ۰٫۹۴۶۵ | 06 دقیقه و 40 ثانیه | ۲°۱۲′جنوبی ۱۱۰°۴۲′غربی / ۲٫۲°جنوبی ۱۱۰٫۷°غربی   | ۲۰۸ کیلومتر (۱۲۹ مایل) |                | [ ۱ ]    |
| ۱۷ ژوئیه ۱۶۹   | ۰۸:۳۴:۲۱             | ۷۲         | Total  | ۱٫۰۶۹۵ | 06 دقیقه و 25 ثانیه | ۵°۴۲′شمالی ۹۹°۰۶′شرقی / ۵٫۷°شمالی ۹۹٫۱°شرقی     | ۲۳۶ کیلومتر (۱۴۷ مایل) |                | [ ۱ ]    |
| ۱۰ ژانویه ۱۶۸  | ۲۳:۰۵:۴۲             | ۷۷         | جزئی   | ۰٫۸۸۴۱ | —                   | ۶۴°۰۰′شمالی ۱۴۴°۰۶′غربی / ۶۴٫۰°شمالی ۱۴۴٫۱°غربی | —                      |                | [ ۱ ]    |
| ۷ ژوئن ۱۶۸     | ۱۸:۲۵:۱۵             | ۴۴         | جزئی   | ۰٫۰۴۵۹ | —                   | ۶۷°۲۴′شمالی ۱۳۹°۰۶′شرقی / ۶۷٫۴°شمالی ۱۳۹٫۱°شرقی | —                      |                | [ ۱ ]    |
| ۷ ژوئیه ۱۶۸    | ۰۱:۴۱:۴۲             | ۸۲         | جزئی   | ۰٫۹۸۲۱ | —                   | ۶۴°۴۸′جنوبی ۱۷۸°۰۶′غربی / ۶۴٫۸°جنوبی ۱۷۸٫۱°غربی | —                      |                | [ ۱ ]    |
| ۱ دسامبر ۱۶۸   | ۰۶:۳۴:۴۲             | ۴۹         | جزئی   | ۰٫۴۹۹۲ | —                   | ۶۷°۵۴′جنوبی ۳۷°۱۲′غربی / ۶۷٫۹°جنوبی ۳۷٫۲°غربی   | —                      |                | [ ۱ ]    |
| ۲۸ مه ۱۶۷      | ۰۶:۳۷:۱۴             | ۵۴         | حلقه‌ای | ۰٫۹۹۵۵ | 00 دقیقه و 19 ثانیه | ۷۴°۱۲′شمالی ۱۱۲°۱۲′شرقی / ۷۴٫۲°شمالی ۱۱۲٫۲°شرقی | ۲۷ کیلومتر (۱۷ مایل)   |                | [ ۱ ]    |
| ۲۰ نوامبر ۱۶۷  | ۱۶:۳۱:۰۰             | ۵۹         | Total  | ۱٫۰۱۵۷ | 01 دقیقه و 15 ثانیه | ۵۱°۰۶′جنوبی ۲۶°۰۶′غربی / ۵۱٫۱°جنوبی ۲۶٫۱°غربی   | ۶۴ کیلومتر (۴۰ مایل)   |                | [ ۱ ]    |
| ۱۷ مه ۱۶۶      | ۱۱:۳۶:۲۹             | ۶۴         | حلقه‌ای | ۰٫۹۵۷۳ | 05 دقیقه و 21 ثانیه | ۲۱°۰۰′شمالی ۵۴°۵۴′شرقی / ۲۱٫۰°شمالی ۵۴٫۹°شرقی   | ۱۵۶ کیلومتر (۹۷ مایل)  |                | [ ۱ ]    |
| ۱۰ نوامبر ۱۶۶  | ۰۷:۲۵:۲۷             | ۶۹         | Total  | ۱٫۰۴۷۵ | 04 دقیقه و 28 ثانیه | ۷°۵۴′جنوبی ۱۱۸°۳۶′شرقی / ۷٫۹°جنوبی ۱۱۸٫۶°شرقی   | ۱۶۰ کیلومتر (۹۹ مایل)  |                | [ ۱ ]    |
| ۵ مه ۱۶۵       | ۱۲:۱۲:۰۳             | ۷۴         | حلقه‌ای | ۰٫۹۴۶۹ | 06 دقیقه و 20 ثانیه | ۲۹°۵۴′جنوبی ۵۷°۱۲′شرقی / ۲۹٫۹°جنوبی ۵۷٫۲°شرقی   | ۲۷۹ کیلومتر (۱۷۳ مایل) |                | [ ۱ ]    |
| ۲۹ اکتبر ۱۶۵   | ۲۲:۴۵:۱۹             | ۷۹         | Total  | ۱٫۰۱۹۹ | 01 دقیقه و 39 ثانیه | ۴۱°۵۴′شمالی ۹۷°۰۶′غربی / ۴۱٫۹°شمالی ۹۷٫۱°غربی   | ۱۲۳ کیلومتر (۷۶ مایل)  |                | [ ۱ ]    |
| ۲۶ مارس ۱۶۴    | ۰۴:۲۳:۵۲             | ۴۶         | جزئی   | ۰٫۴۸۹۱ | —                   | ۷۱°۴۲′شمالی ۷۴°۵۴′شرقی / ۷۱٫۷°شمالی ۷۴٫۹°شرقی   | —                      |                | [ ۱ ]    |
| ۲۴ آوریل ۱۶۴   | ۱۵:۴۴:۴۸             | ۸۴         | جزئی   | ۰٫۱۹۸۷ | —                   | ۷۰°۵۴′جنوبی ۴۷°۳۰′شرقی / ۷۰٫۹°جنوبی ۴۷٫۵°شرقی   | —                      |                | [ ۱ ]    |
| ۱۹ سپتامبر ۱۶۴ | ۱۸:۵۹:۰۷             | ۵۱         | جزئی   | ۰٫۴۷۵۲ | —                   | ۷۱°۵۴′جنوبی ۱۳۶°۱۸′غربی / ۷۱٫۹°جنوبی ۱۳۶٫۳°غربی | —                      |                | [ ۱ ]    |
| ۱۵ مارس ۱۶۳    | ۱۷:۵۰:۱۵             | ۵۶         | Total  | ۱٫۰۵۴۰ | 04 دقیقه و 40 ثانیه | ۲۵°۰۶′شمالی ۴۳°۱۸′غربی / ۲۵٫۱°شمالی ۴۳٫۳°غربی   | ۲۰۵ کیلومتر (۱۲۷ مایل) |                | [ ۱ ]    |
| ۸ سپتامبر ۱۶۳  | ۲۰:۱۲:۳۸             | ۶۱         | حلقه‌ای | ۰٫۹۲۸۴ | 08 دقیقه و 39 ثانیه | ۲۸°۱۲′جنوبی ۸۳°۵۴′غربی / ۲۸٫۲°جنوبی ۸۳٫۹°غربی   | ۳۳۲ کیلومتر (۲۰۶ مایل) |                | [ ۱ ]    |
| ۵ مارس ۱۶۲     | ۱۰:۲۳:۰۴             | ۶۶         | Total  | ۱٫۰۶۲۷ | 05 دقیقه و 27 ثانیه | ۱۹°۳۶′جنوبی ۸۲°۴۸′شرقی / ۱۹٫۶°جنوبی ۸۲٫۸°شرقی   | ۲۱۰ کیلومتر (۱۳۰ مایل) |                | [ ۱ ]    |
| ۲۸ اوت ۱۶۲     | ۲۰:۳۲:۴۹             | ۷۱         | حلقه‌ای | ۰٫۹۵۱۳ | 05 دقیقه و 54 ثانیه | ۱۸°۳۰′شمالی ۷۴°۵۴′غربی / ۱۸٫۵°شمالی ۷۴٫۹°غربی   | ۱۸۰ کیلومتر (۱۱۰ مایل) |                | [ ۱ ]    |
| ۲۳ فوریه ۱۶۱   | ۰۱:۲۲:۰۵             | ۷۶         | Total  | ۱٫۰۰۹۹ | 00 دقیقه و 36 ثانیه | ۷۴°۱۲′جنوبی ۷۷°۳۰′غربی / ۷۴٫۲°جنوبی ۷۷٫۵°غربی   | ۱۱۷ کیلومتر (۷۳ مایل)  |                | [ ۱ ]    |
| ۱۷ اوت ۱۶۱     | ۰۲:۵۳:۰۴             | ۸۱         | حلقه‌ای | ۰٫۹۹۷۳ | 00 دقیقه و 11 ثانیه | ۷۰°۱۲′شمالی ۱۳۷°۰۶′غربی / ۷۰٫۲°شمالی ۱۳۷٫۱°غربی | ۱۸ کیلومتر (۱۱ مایل)   |                | [ ۱ ]    |
| ۱۲ ژانویه ۱۶۰  | ۱۸:۰۵:۰۷             | ۴۸         | جزئی   | ۰٫۶۴۵۳ | —                   | ۶۷°۳۶′شمالی ۴۴°۴۲′غربی / ۶۷٫۶°شمالی ۴۴٫۷°غربی   | —                      |                | [ ۱ ]    |
| ۸ ژوئیه ۱۶۰    | ۰۸:۴۸:۲۶             | ۵۳         | Total  | ۱٫۰۰۵۱ | —                   | ۶۶°۴۸′جنوبی ۱۰۰°۰۶′شرقی / ۶۶٫۸°جنوبی ۱۰۰٫۱°شرقی | —                      |                | [ ۱ ]    |
| ۶ اوت ۱۶۰      | ۱۶:۱۷:۰۲             | ۹۱         | جزئی   | ۰٫۰۱۲۶ | —                   | ۶۹°۲۴′شمالی ۱۳۷°۰۶′شرقی / ۶۹٫۴°شمالی ۱۳۷٫۱°شرقی | —                      |                | [ ۱ ]    |
| ۱ ژانویه ۱۵۹   | ۱۷:۲۹:۲۸             | ۵۸         | حلقه‌ای | ۰٫۹۱۸۴ | 11 دقیقه و 55 ثانیه | ۷°۲۴′شمالی ۲۸°۲۴′غربی / ۷٫۴°شمالی ۲۸٫۴°غربی     | ۳۶۱ کیلومتر (۲۲۴ مایل) |                | [ ۱ ]    |
| ۲۸ ژوئن ۱۵۹    | ۰۱:۴۹:۰۱             | ۶۳         | Total  | ۱٫۰۶۳۹ | 06 دقیقه و 13 ثانیه | ۷°۱۸′شمالی ۱۵۵°۳۰′غربی / ۷٫۳°شمالی ۱۵۵٫۵°غربی   | ۲۱۸ کیلومتر (۱۳۵ مایل) |                | [ ۱ ]    |
| ۲۱ دسامبر ۱۵۹  | ۱۸:۴۴:۲۰             | ۶۸         | حلقه‌ای | ۰٫۹۵۱۴ | 05 دقیقه و 22 ثانیه | ۳۴°۳۰′جنوبی ۵۱°۱۲′غربی / ۳۴٫۵°جنوبی ۵۱٫۲°غربی   | ۱۸۱ کیلومتر (۱۱۲ مایل) |                | [ ۱ ]    |
| ۱۷ ژوئن ۱۵۸    | ۱۵:۱۶:۴۲             | ۷۳         | مرکب   | ۱٫۰۱۲۱ | 01 دقیقه و 00 ثانیه | ۵۲°۴۲′شمالی ۷°۱۲′غربی / ۵۲٫۷°شمالی ۷٫۲°غربی     | ۴۸ کیلومتر (۳۰ مایل)   |                | [ ۱ ]    |
| ۱۱ دسامبر ۱۵۸  | ۰۳:۰۲:۳۷             | ۷۸         | حلقه‌ای | ۰٫۹۹۷۶ | 00 دقیقه و 09 ثانیه | ۷۷°۲۴′جنوبی ۱۳۱°۳۶′شرقی / ۷۷٫۴°جنوبی ۱۳۱٫۶°شرقی | ۱۷ کیلومتر (۱۱ مایل)   |                | [ ۱ ]    |
| ۷ مه ۱۵۷       | ۰۷:۳۱:۴۵             | ۴۵         | جزئی   | ۰٫۰۸۴۴ | —                   | ۶۲°۰۰′جنوبی ۱۷۴°۱۲′شرقی / ۶۲٫۰°جنوبی ۱۷۴٫۲°شرقی | —                      |                | [ ۱ ]    |
| ۵ ژوئن ۱۵۷     | ۲۱:۴۶:۴۶             | ۸۳         | جزئی   | ۰٫۴۲۵۹ | —                   | ۶۴°۰۰′شمالی ۱۱۵°۱۸′شرقی / ۶۴٫۰°شمالی ۱۱۵٫۳°شرقی | —                      |                | [ ۱ ]    |
| ۳۱ اکتبر ۱۵۷   | ۰۶:۳۷:۱۳             | ۵۰         | جزئی   | ۰٫۶۴۷۶ | —                   | ۶۱°۳۶′شمالی ۱۶۸°۰۰′غربی / ۶۱٫۶°شمالی ۱۶۸٫۰°غربی | —                      |                | [ ۱ ]    |
| ۲۹ نوامبر ۱۵۷  | ۱۷:۱۰:۴۳             | ۸۸         | جزئی   | ۰٫۱۰۳۳ | —                   | ۶۳°۳۶′جنوبی ۱۷۰°۴۸′غربی / ۶۳٫۶°جنوبی ۱۷۰٫۸°غربی | —                      |                | [ ۱ ]    |
| ۲۶ آوریل ۱۵۶   | ۰۸:۰۹:۳۷             | ۵۵         | حلقه‌ای | ۰٫۹۵۲۰ | 05 دقیقه و 02 ثانیه | ۳۲°۰۰′جنوبی ۱۳۰°۳۶′شرقی / ۳۲٫۰°جنوبی ۱۳۰٫۶°شرقی | ۲۶۱ کیلومتر (۱۶۲ مایل) |                | [ ۱ ]    |
| ۲۰ اکتبر ۱۵۶   | ۲۱:۱۶:۲۳             | ۶۰         | مرکب   | ۱٫۰۱۳۰ | 01 دقیقه و 10 ثانیه | ۱۹°۴۸′شمالی ۷۵°۵۴′غربی / ۱۹٫۸°شمالی ۷۵٫۹°غربی   | ۵۳ کیلومتر (۳۳ مایل)   |                | [ ۱ ]    |
| ۱۵ آوریل ۱۵۵   | ۱۳:۲۹:۱۲             | ۶۵         | مرکب   | ۱٫۰۰۱۹ | 00 دقیقه و 11 ثانیه | ۱۰°۱۲′شمالی ۲۷°۲۴′شرقی / ۱۰٫۲°شمالی ۲۷٫۴°شرقی   | ۷ کیلومتر (۴٫۳ مایل)   |                | [ ۱ ]    |
| ۱۰ اکتبر ۱۵۵   | ۰۶:۳۵:۱۶             | ۷۰         | حلقه‌ای | ۰٫۹۶۲۴ | 03 دقیقه و 52 ثانیه | ۱۳°۴۲′جنوبی ۱۲۴°۴۲′شرقی / ۱۳٫۷°جنوبی ۱۲۴٫۷°شرقی | ۱۳۸ کیلومتر (۸۶ مایل)  |                | [ ۱ ]    |
| ۵ آوریل ۱۵۴    | ۰۱:۵۳:۱۷             | ۷۵         | Total  | ۱٫۰۴۶۳ | 03 دقیقه و 13 ثانیه | ۴۶°۴۸′شمالی ۱۷۰°۰۶′شرقی / ۴۶٫۸°شمالی ۱۷۰٫۱°شرقی | ۲۴۰ کیلومتر (۱۵۰ مایل) |                | [ ۱ ]    |
| ۲۹ سپتامبر ۱۵۴ | ۰۸:۴۶:۳۴             | ۸۰         | حلقه‌ای | ۰٫۹۲۰۵ | 06 دقیقه و 53 ثانیه | ۵۲°۰۶′جنوبی ۵۱°۴۸′شرقی / ۵۲٫۱°جنوبی ۵۱٫۸°شرقی   | ۶۵۱ کیلومتر (۴۰۵ مایل) |                | [ ۱ ]    |
| ۲۴ فوریه ۱۵۳   | ۱۰:۰۴:۵۰             | ۴۷         | جزئی   | ۰٫۸۱۳۱ | —                   | ۶۱°۱۸′جنوبی ۱۶۵°۵۴′غربی / ۶۱٫۳°جنوبی ۱۶۵٫۹°غربی | —                      |                | [ ۱ ]    |
| ۲۴ مارس ۱۵۳    | ۱۸:۲۴:۰۰             | ۸۵         | جزئی   | ۰٫۱۲۶۱ | —                   | ۶۰°۵۴′شمالی ۱۳۳°۵۴′غربی / ۶۰٫۹°شمالی ۱۳۳٫۹°غربی | —                      |                | [ ۱ ]    |
| ۱۸ اوت ۱۵۳     | ۱۶:۴۶:۲۲             | ۵۲         | جزئی   | ۰٫۴۱۱۳ | —                   | ۶۱°۴۸′شمالی ۹۸°۰۶′شرقی / ۶۱٫۸°شمالی ۹۸٫۱°شرقی   | —                      |                | [ ۱ ]    |
| ۱۲ فوریه ۱۵۲   | ۲۳:۴۲:۱۱             | ۵۷         | مرکب   | ۱٫۰۰۱۹ | 00 دقیقه و 10 ثانیه | ۳۷°۰۶′جنوبی ۱۰۷°۳۶′غربی / ۳۷٫۱°جنوبی ۱۰۷٫۶°غربی | ۷ کیلومتر (۴٫۳ مایل)   |                | [ ۱ ]    |
| ۸ اوت ۱۵۲      | ۰۱:۲۰:۴۶             | ۶۲         | Total  | ۱٫۰۲۱۸ | 01 دقیقه و 43 ثانیه | ۴۶°۱۸′شمالی ۱۳۲°۳۰′غربی / ۴۶٫۳°شمالی ۱۳۲٫۵°غربی | ۸۷ کیلومتر (۵۴ مایل)   |                | [ ۱ ]    |
| ۲ فوریه ۱۵۱    | ۰۶:۳۱:۳۲             | ۶۷         | حلقه‌ای | ۰٫۹۴۶۹ | 06 دقیقه و 26 ثانیه | ۱°۰۶′جنوبی ۱۳۰°۳۶′شرقی / ۱٫۱°جنوبی ۱۳۰٫۶°شرقی   | ۲۰۴ کیلومتر (۱۲۷ مایل) |                | [ ۱ ]    |
| ۲۸ ژوئیه ۱۵۱   | ۱۶:۱۳:۲۰             | ۷۲         | Total  | ۱٫۰۶۸۹ | 06 دقیقه و 11 ثانیه | ۷°۴۲′شمالی ۱۶°۱۲′غربی / ۷٫۷°شمالی ۱۶٫۲°غربی     | ۲۳۰ کیلومتر (۱۴۰ مایل) |                | [ ۱ ]    |
| ۲۲ ژانویه ۱۵۰  | ۰۶:۴۹:۵۵             | ۷۷         | حلقه‌ای | ۰٫۹۱۶۶ | —                   | ۶۳°۰۶′شمالی ۸۹°۳۶′شرقی / ۶۳٫۱°شمالی ۸۹٫۶°شرقی   | —                      |                | [ ۱ ]    |
| ۱۸ ژوئیه ۱۵۰   | ۰۹:۱۵:۰۶             | ۸۲         | Total  | ۱٫۰۵۵۳ | 04 دقیقه و 06 ثانیه | ۴۹°۰۶′جنوبی ۷۱°۰۰′شرقی / ۴۹٫۱°جنوبی ۷۱٫۰°شرقی   | ۶۳۵ کیلومتر (۳۹۵ مایل) |                | [ ۱ ]    |
| ۱۲ دسامبر ۱۵۰  | ۱۴:۵۸:۴۷             | ۴۹         | جزئی   | ۰٫۵۰۱۳ | —                   | ۶۶°۵۴′جنوبی ۱۷۵°۱۲′غربی / ۶۶٫۹°جنوبی ۱۷۵٫۲°غربی | —                      |                | [ ۱ ]    |
| ۷ ژوئن ۱۴۹     | ۱۳:۲۸:۵۶             | ۵۴         | حلقه‌ای | ۰٫۹۸۹۷ | 00 دقیقه و 39 ثانیه | ۸۵°۳۰′شمالی ۴°۳۶′شرقی / ۸۵٫۵°شمالی ۴٫۶°شرقی     | ۸۱ کیلومتر (۵۰ مایل)   |                | [ ۱ ]    |
| ۱ دسامبر ۱۴۹   | ۰۱:۱۶:۴۳             | ۵۹         | Total  | ۱٫۰۱۷۹ | 01 دقیقه و 23 ثانیه | ۵۳°۴۲′جنوبی ۱۵۴°۱۸′غربی / ۵۳٫۷°جنوبی ۱۵۴٫۳°غربی | ۷۲ کیلومتر (۴۵ مایل)   |                | [ ۱ ]    |
| ۲۷ مه ۱۴۸      | ۱۸:۰۱:۲۵             | ۶۴         | حلقه‌ای | ۰٫۹۵۶۰ | 05 دقیقه و 21 ثانیه | ۲۸°۳۰′شمالی ۴۲°۴۲′غربی / ۲۸٫۵°شمالی ۴۲٫۷°غربی   | ۱۶۲ کیلومتر (۱۰۱ مایل) |                | [ ۱ ]    |
| ۲۰ نوامبر ۱۴۸  | ۱۶:۱۷:۳۳             | ۶۹         | Total  | ۱٫۰۴۶۸ | 04 دقیقه و 26 ثانیه | ۱۱°۰۰′جنوبی ۱۵°۲۴′غربی / ۱۱٫۰°جنوبی ۱۵٫۴°غربی   | ۱۵۷ کیلومتر (۹۸ مایل)  |                | [ ۱ ]    |
| ۱۶ مه ۱۴۷      | ۱۸:۳۶:۳۴             | ۷۴         | حلقه‌ای | ۰٫۹۵۰۴ | 06 دقیقه و 22 ثانیه | ۲۰°۳۶′جنوبی ۴۴°۰۶′غربی / ۲۰٫۶°جنوبی ۴۴٫۱°غربی   | ۲۳۴ کیلومتر (۱۴۵ مایل) |                | [ ۱ ]    |
| ۱۰ نوامبر ۱۴۷  | ۰۷:۲۷:۵۰             | ۷۹         | Total  | ۱٫۰۱۶۳ | 01 دقیقه و 25 ثانیه | ۳۸°۵۴′شمالی ۱۲۷°۴۲′شرقی / ۳۸٫۹°شمالی ۱۲۷٫۷°شرقی | ۱۰۱ کیلومتر (۶۳ مایل)  |                | [ ۱ ]    |
| ۶ آوریل ۱۴۶    | ۱۱:۴۵:۰۶             | ۴۶         | جزئی   | ۰٫۳۸۸۶ | —                   | ۷۱°۳۶′شمالی ۵۰°۱۲′غربی / ۷۱٫۶°شمالی ۵۰٫۲°غربی   | —                      |                | [ ۱ ]    |
| ۵ مه ۱۴۶       | ۲۲:۳۶:۳۴             | ۸۴         | جزئی   | ۰٫۳۳۸۵ | —                   | ۷۰°۱۲′جنوبی ۶۹°۱۸′غربی / ۷۰٫۲°جنوبی ۶۹٫۳°غربی   | —                      |                | [ ۱ ]    |
| ۱ اکتبر ۱۴۶    | ۰۲:۴۴:۱۹             | ۵۱         | جزئی   | ۰٫۴۲۴۹ | —                   | ۷۱°۵۴′جنوبی ۹۲°۱۸′شرقی / ۷۱٫۹°جنوبی ۹۲٫۳°شرقی   | —                      |                | [ ۱ ]    |
| ۲۶ مارس ۱۴۵    | ۰۱:۳۹:۳۸             | ۵۶         | Total  | ۱٫۰۵۸۴ | 04 دقیقه و 47 ثانیه | ۳۲°۲۴′شمالی ۱۶۴°۳۰′غربی / ۳۲٫۴°شمالی ۱۶۴٫۵°غربی | ۲۲۹ کیلومتر (۱۴۲ مایل) |                | [ ۱ ]    |
| ۱۹ سپتامبر ۱۴۵ | ۰۳:۳۲:۳۷             | ۶۱         | حلقه‌ای | ۰٫۹۲۴۷ | 08 دقیقه و 36 ثانیه | ۳۴°۴۸′جنوبی ۱۶۲°۱۲′شرقی / ۳۴٫۸°جنوبی ۱۶۲٫۲°شرقی | ۳۶۴ کیلومتر (۲۲۶ مایل) |                | [ ۱ ]    |
| ۱۵ مارس ۱۴۴    | ۱۸:۲۴:۰۲             | ۶۶         | Total  | ۱٫۰۶۵۰ | 05 دقیقه و 45 ثانیه | ۱۲°۴۸′جنوبی ۳۹°۵۴′غربی / ۱۲٫۸°جنوبی ۳۹٫۹°غربی   | ۲۱۶ کیلومتر (۱۳۴ مایل) |                | [ ۱ ]    |
| ۸ سپتامبر ۱۴۴  | ۰۳:۵۴:۵۰             | ۷۱         | حلقه‌ای | ۰٫۹۵۰۵ | 06 دقیقه و 03 ثانیه | ۱۱°۵۴′شمالی ۱۷۲°۳۰′شرقی / ۱۱٫۹°شمالی ۱۷۲٫۵°شرقی | ۱۸۲ کیلومتر (۱۱۳ مایل) |                | [ ۱ ]    |
| ۵ مارس ۱۴۳     | ۰۹:۱۷:۴۵             | ۷۶         | Total  | ۱٫۰۱۱۸ | 00 دقیقه و 46 ثانیه | ۶۷°۳۰′جنوبی ۱۳۸°۵۴′شرقی / ۶۷٫۵°جنوبی ۱۳۸٫۹°شرقی | ۱۰۳ کیلومتر (۶۴ مایل)  |                | [ ۱ ]    |
| ۲۸ اوت ۱۴۳     | ۱۰:۳۲:۲۵             | ۸۱         | حلقه‌ای | ۰٫۹۹۸۸ | 00 دقیقه و 05 ثانیه | ۶۱°۴۲′شمالی ۹۹°۰۰′شرقی / ۶۱٫۷°شمالی ۹۹٫۰°شرقی   | ۷ کیلومتر (۴٫۳ مایل)   |                | [ ۱ ]    |
| ۲۴ ژانویه ۱۴۲  | ۰۱:۵۶:۲۹             | ۴۸         | جزئی   | ۰٫۶۱۱۶ | —                   | ۶۸°۴۲′شمالی ۱۷۴°۴۸′غربی / ۶۸٫۷°شمالی ۱۷۴٫۸°غربی | —                      |                | [ ۱ ]    |
| ۱۹ ژوئیه ۱۴۲   | ۱۶:۲۴:۳۷             | ۵۳         | جزئی   | ۰٫۸۸۰۵ | —                   | ۶۷°۴۸′جنوبی ۲۵°۴۸′غربی / ۶۷٫۸°جنوبی ۲۵٫۸°غربی   | —                      |                | [ ۱ ]    |
| ۱۸ اوت ۱۴۲     | ۰۰:۰۷:۲۷             | ۹۱         | جزئی   | ۰٫۱۱۲۹ | —                   | ۷۰°۱۲′شمالی ۶°۱۲′شرقی / ۷۰٫۲°شمالی ۶٫۲°شرقی     | —                      |                | [ ۱ ]    |
| ۱۳ ژانویه ۱۴۱  | ۰۱:۲۰:۵۴             | ۵۸         | حلقه‌ای | ۰٫۹۲۰۸ | 11 دقیقه و 26 ثانیه | ۹°۳۶′شمالی ۱۴۸°۲۴′غربی / ۹٫۶°شمالی ۱۴۸٫۴°غربی   | ۳۵۲ کیلومتر (۲۱۹ مایل) |                | [ ۱ ]    |
| ۸ ژوئیه ۱۴۱    | ۰۹:۱۴:۴۵             | ۶۳         | Total  | ۱٫۰۵۹۴ | 05 دقیقه و 53 ثانیه | ۲°۱۸′شمالی ۹۱°۳۶′شرقی / ۲٫۳°شمالی ۹۱٫۶°شرقی     | ۲۰۹ کیلومتر (۱۳۰ مایل) |                | [ ۱ ]    |
| ۱ ژانویه ۱۴۰   | ۰۲:۵۹:۳۳             | ۶۸         | حلقه‌ای | ۰٫۹۵۵۴ | 04 دقیقه و 57 ثانیه | ۳۴°۰۰′جنوبی ۱۷۳°۲۴′غربی / ۳۴٫۰°جنوبی ۱۷۳٫۴°غربی | ۱۶۶ کیلومتر (۱۰۳ مایل) |                | [ ۱ ]    |
| ۲۷ ژوئن ۱۴۰    | ۲۲:۱۵:۴۴             | ۷۳         | مرکب   | ۱٫۰۰۸۱ | 00 دقیقه و 42 ثانیه | ۴۸°۳۰′شمالی ۱۰۷°۳۶′غربی / ۴۸٫۵°شمالی ۱۰۷٫۶°غربی | ۳۱ کیلومتر (۱۹ مایل)   |                | [ ۱ ]    |
| ۲۱ دسامبر ۱۴۰  | ۱۱:۴۳:۲۳             | ۷۸         | مرکب   | ۱٫۰۰۱۲ | 00 دقیقه و 05 ثانیه | ۸۰°۴۸′جنوبی ۱۵°۱۲′شرقی / ۸۰٫۸°جنوبی ۱۵٫۲°شرقی   | ۸ کیلومتر (۵٫۰ مایل)   |                | [ ۱ ]    |
| ۱۷ ژوئن ۱۳۹    | ۰۴:۱۶:۰۰             | ۸۳         | جزئی   | ۰٫۵۶۷۳ | —                   | ۶۴°۵۴′شمالی ۷°۲۴′شرقی / ۶۴٫۹°شمالی ۷٫۴°شرقی     | —                      |                | [ ۱ ]    |
| ۱۱ نوامبر ۱۳۹  | ۱۵:۲۶:۰۷             | ۵۰         | جزئی   | ۰٫۶۳۶۲ | —                   | ۶۲°۱۲′شمالی ۵۰°۰۰′شرقی / ۶۲٫۲°شمالی ۵۰٫۰°شرقی   | —                      |                | [ ۱ ]    |
| ۱۱ دسامبر ۱۳۹  | ۰۲:۰۳:۳۵             | ۸۸         | جزئی   | ۰٫۱۰۸۱ | —                   | ۶۴°۳۰′جنوبی ۴۵°۳۰′شرقی / ۶۴٫۵°جنوبی ۴۵٫۵°شرقی   | —                      |                | [ ۱ ]    |
| ۷ مه ۱۳۸       | ۱۴:۴۲:۴۱             | ۵۵         | حلقه‌ای | ۰٫۹۵۳۸ | 04 دقیقه و 46 ثانیه | ۳۶°۳۰′جنوبی ۳۲°۲۴′شرقی / ۳۶٫۵°جنوبی ۳۲٫۴°شرقی   | ۳۰۱ کیلومتر (۱۸۷ مایل) |                | [ ۱ ]    |
| ۱ نوامبر ۱۳۸   | ۰۵:۴۹:۵۲             | ۶۰         | مرکب   | ۱٫۰۰۸۳ | 00 دقیقه و 47 ثانیه | ۱۷°۱۲′شمالی ۱۵۳°۳۶′شرقی / ۱۷٫۲°شمالی ۱۵۳٫۶°شرقی | ۳۴ کیلومتر (۲۱ مایل)   |                | [ ۱ ]    |
| ۲۵ آوریل ۱۳۷   | ۲۰:۳۴:۵۱             | ۶۵         | مرکب   | ۱٫۰۰۷۴ | 00 دقیقه و 44 ثانیه | ۱۰°۱۸′شمالی ۷۸°۴۸′غربی / ۱۰٫۳°شمالی ۷۸٫۸°غربی   | ۲۶ کیلومتر (۱۶ مایل)   |                | [ ۱ ]    |
| ۲۰ اکتبر ۱۳۷   | ۱۴:۳۹:۱۴             | ۷۰         | حلقه‌ای | ۰٫۹۵۷۴ | 04 دقیقه و 26 ثانیه | ۱۷°۱۲′جنوبی ۲°۵۴′شرقی / ۱۷٫۲°جنوبی ۲٫۹°شرقی     | ۱۵۷ کیلومتر (۹۸ مایل)  |                | [ ۱ ]    |
| ۱۵ آوریل ۱۳۶   | ۰۹:۲۷:۰۸             | ۷۵         | Total  | ۱٫۰۵۲۶ | 03 دقیقه و 39 ثانیه | ۴۶°۴۸′شمالی ۵۸°۵۴′شرقی / ۴۶٫۸°شمالی ۵۸٫۹°شرقی   | ۲۴۴ کیلومتر (۱۵۲ مایل) |                | [ ۱ ]    |
| ۹ اکتبر ۱۳۶    | ۱۶:۲۴:۳۳             | ۸۰         | حلقه‌ای | ۰٫۹۱۷۷ | 07 دقیقه و 02 ثانیه | ۵۳°۴۲′جنوبی ۶۳°۴۸′غربی / ۵۳٫۷°جنوبی ۶۳٫۸°غربی   | ۶۱۴ کیلومتر (۳۸۲ مایل) |                | [ ۱ ]    |
| ۶ مارس ۱۳۵     | ۱۸:۰۹:۴۲             | ۴۷         | جزئی   | ۰٫۷۳۴۲ | —                   | ۶۱°۰۰′جنوبی ۶۳°۱۲′شرقی / ۶۱٫۰°جنوبی ۶۳٫۲°شرقی   | —                      |                | [ ۱ ]    |
| ۵ آوریل ۱۳۵    | ۰۲:۱۰:۱۹             | ۸۵         | جزئی   | ۰٫۲۳۱۱ | —                   | ۶۱°۰۰′شمالی ۹۹°۵۴′شرقی / ۶۱٫۰°شمالی ۹۹٫۹°شرقی   | —                      |                | [ ۱ ]    |
| ۳۰ اوت ۱۳۵     | ۰۰:۰۷:۳۳             | ۵۲         | جزئی   | ۰٫۳۳۳۰ | —                   | ۶۱°۱۸′شمالی ۲۱°۵۴′غربی / ۶۱٫۳°شمالی ۲۱٫۹°غربی   | —                      |                | [ ۱ ]    |
| ۲۸ سپتامبر ۱۳۵ | ۱۵:۵۵:۳۹             | ۹۰         | جزئی   | ۰٫۰۴۳۳ | —                   | ۶۰°۴۲′جنوبی ۱۰۲°۱۸′غربی / ۶۰٫۷°جنوبی ۱۰۲٫۳°غربی | —                      |                | [ ۱ ]    |
| ۲۴ فوریه ۱۳۴   | ۰۷:۳۸:۳۳             | ۵۷         | مرکب   | ۱٫۰۰۱۵ | 00 دقیقه و 08 ثانیه | ۳۴°۵۴′جنوبی ۱۳۴°۰۰′شرقی / ۳۴٫۹°جنوبی ۱۳۴٫۰°شرقی | ۶ کیلومتر (۳٫۷ مایل)   |                | [ ۱ ]    |
| ۱۹ اوت ۱۳۴     | ۰۹:۰۰:۲۰             | ۶۲         | Total  | ۱٫۰۲۱۵ | 01 دقیقه و 40 ثانیه | ۴۵°۱۸′شمالی ۱۱۵°۰۶′شرقی / ۴۵٫۳°شمالی ۱۱۵٫۱°شرقی | ۸۹ کیلومتر (۵۵ مایل)   |                | [ ۱ ]    |
| ۱۳ فوریه ۱۳۳   | ۱۴:۱۱:۱۶             | ۶۷         | حلقه‌ای | ۰٫۹۴۷۶ | 06 دقیقه و 09 ثانیه | ۰°۰۶′شمالی ۱۴°۴۸′شرقی / ۰٫۱°شمالی ۱۴٫۸°شرقی     | ۲۰۰ کیلومتر (۱۲۰ مایل) |                | [ ۱ ]    |
| ۷ اوت ۱۳۳      | ۲۳:۵۹:۵۵             | ۷۲         | Total  | ۱٫۰۶۷۶ | 05 دقیقه و 53 ثانیه | ۸°۲۴′شمالی ۱۳۳°۱۲′غربی / ۸٫۴°شمالی ۱۳۳٫۲°غربی   | ۲۲۴ کیلومتر (۱۳۹ مایل) |                | [ ۱ ]    |
| ۱ فوریه ۱۳۲    | ۱۴:۲۷:۱۴             | ۷۷         | حلقه‌ای | ۰٫۹۱۲۱ | 07 دقیقه و 45 ثانیه | ۵۹°۴۲′شمالی ۲۹°۰۰′غربی / ۵۹٫۷°شمالی ۲۹٫۰°غربی   | —                      |                | [ ۱ ]    |
| ۲۸ ژوئیه ۱۳۲   | ۱۶:۵۱:۴۰             | ۸۲         | Total  | ۱٫۰۵۳۹ | 04 دقیقه و 14 ثانیه | ۴۰°۳۶′جنوبی ۴۴°۱۸′غربی / ۴۰٫۶°جنوبی ۴۴٫۳°غربی   | ۳۹۸ کیلومتر (۲۴۷ مایل) |                | [ ۱ ]    |
| ۲۲ دسامبر ۱۳۲  | ۲۳:۲۴:۰۸             | ۴۹         | جزئی   | ۰٫۵۰۳۶ | —                   | ۶۵°۴۸′جنوبی ۴۷°۰۶′شرقی / ۶۵٫۸°جنوبی ۴۷٫۱°شرقی   | —                      |                | [ ۱ ]    |
| ۱۸ ژوئن ۱۳۱    | ۲۰:۱۷:۴۳             | ۵۴         | حلقه‌ای | ۰٫۹۸۱۹ | 01 دقیقه و 02 ثانیه | ۷۸°۳۶′شمالی ۹۱°۳۶′شرقی / ۷۸٫۶°شمالی ۹۱٫۶°شرقی   | ۳۰۳ کیلومتر (۱۸۸ مایل) |                | [ ۱ ]    |
| ۱۲ دسامبر ۱۳۱  | ۱۰:۰۳:۴۰             | ۵۹         | Total  | ۱٫۰۲۰۶ | 01 دقیقه و 35 ثانیه | ۵۵°۱۸′جنوبی ۷۸°۲۴′شرقی / ۵۵٫۳°جنوبی ۷۸٫۴°شرقی   | ۸۳ کیلومتر (۵۲ مایل)   |                | [ ۱ ]    |
| ۸ ژوئن ۱۳۰     | ۰۰:۲۴:۳۶             | ۶۴         | حلقه‌ای | ۰٫۹۵۴۲ | 05 دقیقه و 19 ثانیه | ۳۵°۳۰′شمالی ۱۳۸°۴۲′غربی / ۳۵٫۵°شمالی ۱۳۸٫۷°غربی | ۱۷۲ کیلومتر (۱۰۷ مایل) |                | [ ۱ ]    |
| ۲ دسامبر ۱۳۰   | ۰۱:۱۲:۰۰             | ۶۹         | Total  | ۱٫۰۴۶۵ | 04 دقیقه و 25 ثانیه | ۱۳°۱۸′جنوبی ۱۴۹°۳۶′غربی / ۱۳٫۳°جنوبی ۱۴۹٫۶°غربی | ۱۵۶ کیلومتر (۹۷ مایل)  |                | [ ۱ ]    |
| ۲۷ مه ۱۲۹      | ۰۱:۰۱:۱۱             | ۷۴         | حلقه‌ای | ۰٫۹۵۳۴ | 06 دقیقه و 16 ثانیه | ۱۲°۱۸′جنوبی ۱۴۴°۱۸′غربی / ۱۲٫۳°جنوبی ۱۴۴٫۳°غربی | ۲۰۳ کیلومتر (۱۲۶ مایل) |                | [ ۱ ]    |
| ۲۰ نوامبر ۱۲۹  | ۱۶:۱۲:۲۷             | ۷۹         | Total  | ۱٫۰۱۳۱ | 01 دقیقه و 10 ثانیه | ۳۶°۳۰′شمالی ۷°۴۸′غربی / ۳۶٫۵°شمالی ۷٫۸°غربی     | ۸۱ کیلومتر (۵۰ مایل)   |                | [ ۱ ]    |
| ۱۶ آوریل ۱۲۸   | ۱۹:۰۳:۴۰             | ۴۶         | جزئی   | ۰٫۲۸۱۵ | —                   | ۷۱°۱۲′شمالی ۱۷۴°۲۴′غربی / ۷۱٫۲°شمالی ۱۷۴٫۴°غربی | —                      |                | [ ۱ ]    |
| ۱۶ مه ۱۲۸      | ۰۵:۲۸:۲۵             | ۸۴         | جزئی   | ۰٫۴۸۲۳ | —                   | ۶۹°۲۴′جنوبی ۱۷۴°۳۰′شرقی / ۶۹٫۴°جنوبی ۱۷۴٫۵°شرقی | —                      |                | [ ۱ ]    |
| ۱۱ اکتبر ۱۲۸   | ۱۰:۳۵:۲۸             | ۵۱         | جزئی   | ۰٫۳۸۴۹ | —                   | ۷۱°۴۲′جنوبی ۴۰°۳۰′غربی / ۷۱٫۷°جنوبی ۴۰٫۵°غربی   | —                      |                | [ ۱ ]    |
| ۶ آوریل ۱۲۷    | ۰۹:۲۲:۴۲             | ۵۶         | Total  | ۱٫۰۶۲۳ | 04 دقیقه و 48 ثانیه | ۴۰°۱۸′شمالی ۷۵°۳۶′شرقی / ۴۰٫۳°شمالی ۷۵٫۶°شرقی   | ۲۵۵ کیلومتر (۱۵۸ مایل) |                | [ ۱ ]    |
| ۳۰ سپتامبر ۱۲۷ | ۱۱:۰۱:۴۱             | ۶۱         | حلقه‌ای | ۰٫۹۲۱۴ | 08 دقیقه و 30 ثانیه | ۴۱°۱۸′جنوبی ۴۶°۱۲′شرقی / ۴۱٫۳°جنوبی ۴۶٫۲°شرقی   | ۳۹۵ کیلومتر (۲۴۵ مایل) |                | [ ۱ ]    |
| ۲۷ مارس ۱۲۶    | ۰۲:۱۷:۰۱             | ۶۶         | Total  | ۱٫۰۶۶۹ | 05 دقیقه و 59 ثانیه | ۵°۴۲′جنوبی ۱۶۱°۰۰′غربی / ۵٫۷°جنوبی ۱۶۱٫۰°غربی   | ۲۲۰ کیلومتر (۱۴۰ مایل) |                | [ ۱ ]    |
| ۱۹ سپتامبر ۱۲۶ | ۱۱:۲۷:۲۸             | ۷۱         | حلقه‌ای | ۰٫۹۵۰۰ | 06 دقیقه و 08 ثانیه | ۵°۳۶′شمالی ۵۷°۰۶′شرقی / ۵٫۶°شمالی ۵۷٫۱°شرقی     | ۱۸۴ کیلومتر (۱۱۴ مایل) |                | [ ۱ ]    |
| ۱۵ مارس ۱۲۵    | ۱۷:۰۴:۱۱             | ۷۶         | Total  | ۱٫۰۱۳۱ | 00 دقیقه و 56 ثانیه | ۵۹°۳۰′جنوبی ۸°۰۰′شرقی / ۵۹٫۵°جنوبی ۸٫۰°شرقی     | ۹۳ کیلومتر (۵۸ مایل)   |                | [ ۱ ]    |
| ۷ سپتامبر ۱۲۵  | ۱۸:۲۲:۱۶             | ۸۱         | حلقه‌ای | ۰٫۹۹۹۹ | 00 دقیقه و 00 ثانیه | ۵۴°۰۶′شمالی ۲۴°۲۴′غربی / ۵۴٫۱°شمالی ۲۴٫۴°غربی   | ۱ کیلومتر (۰٫۶۲ مایل)  |                | [ ۱ ]    |
| ۳ فوریه ۱۲۴    | ۰۹:۳۸:۳۳             | ۴۸         | جزئی   | ۰٫۵۶۶۵ | —                   | ۶۹°۴۲′شمالی ۵۶°۴۲′شرقی / ۶۹٫۷°شمالی ۵۶٫۷°شرقی   | —                      |                | [ ۱ ]    |
| ۳۰ ژوئیه ۱۲۴   | ۰۰:۰۶:۰۳             | ۵۳         | جزئی   | ۰٫۷۶۴۸ | —                   | ۶۸°۴۸′جنوبی ۱۵۳°۳۰′غربی / ۶۸٫۸°جنوبی ۱۵۳٫۵°غربی | —                      |                | [ ۱ ]    |
| ۲۸ اوت ۱۲۴     | ۰۸:۰۵:۴۷             | ۹۱         | جزئی   | ۰٫۲۰۱۲ | —                   | ۷۰°۵۴′شمالی ۱۲۷°۱۸′غربی / ۷۰٫۹°شمالی ۱۲۷٫۳°غربی | —                      |                | [ ۱ ]    |
| ۲۳ ژانویه ۱۲۳  | ۰۹:۰۵:۳۹             | ۵۸         | حلقه‌ای | ۰٫۹۲۳۷ | 10 دقیقه و 42 ثانیه | ۱۲°۴۲′شمالی ۹۳°۰۰′شرقی / ۱۲٫۷°شمالی ۹۳٫۰°شرقی   | ۳۴۳ کیلومتر (۲۱۳ مایل) |                | [ ۱ ]    |
| ۱۹ ژوئیه ۱۲۳   | ۱۶:۴۳:۵۳             | ۶۳         | Total  | ۱٫۰۵۴۱ | 05 دقیقه و 24 ثانیه | ۳°۱۲′جنوبی ۲۲°۵۴′غربی / ۳٫۲°جنوبی ۲۲٫۹°غربی     | ۱۹۷ کیلومتر (۱۲۲ مایل) |                | [ ۱ ]    |
| ۱۲ ژانویه ۱۲۲  | ۱۱:۰۹:۱۱             | ۶۸         | حلقه‌ای | ۰٫۹۶۰۱ | 04 دقیقه و 27 ثانیه | ۳۲°۰۶′جنوبی ۶۵°۳۰′شرقی / ۳۲٫۱°جنوبی ۶۵٫۵°شرقی   | ۱۴۷ کیلومتر (۹۱ مایل)  |                | [ ۱ ]    |
| ۹ ژوئیه ۱۲۲    | ۰۵:۱۷:۰۱             | ۷۳         | مرکب   | ۱٫۰۰۳۴ | 00 دقیقه و 19 ثانیه | ۴۳°۳۰′شمالی ۱۴۹°۴۸′شرقی / ۴۳٫۵°شمالی ۱۴۹٫۸°شرقی | ۱۲ کیلومتر (۷٫۵ مایل)  |                | [ ۱ ]    |
| ۱ ژانویه ۱۲۱   | ۲۰:۲۱:۲۰             | ۷۸         | مرکب   | ۱٫۰۰۵۶ | 00 دقیقه و 21 ثانیه | ۸۱°۵۴′جنوبی ۸۶°۰۰′غربی / ۸۱٫۹°جنوبی ۸۶٫۰°غربی   | ۳۷ کیلومتر (۲۳ مایل)   |                | [ ۱ ]    |
| ۲۷ ژوئن ۱۲۱    | ۱۰:۴۵:۵۴             | ۸۳         | جزئی   | ۰٫۷۰۶۷ | —                   | ۶۵°۴۸′شمالی ۱۰۰°۵۴′غربی / ۶۵٫۸°شمالی ۱۰۰٫۹°غربی | —                      |                | [ ۱ ]    |
| ۲۲ نوامبر ۱۲۱  | ۰۰:۱۸:۰۷             | ۵۰         | جزئی   | ۰٫۶۲۹۹ | —                   | ۶۲°۵۴′شمالی ۹۳°۰۰′غربی / ۶۲٫۹°شمالی ۹۳٫۰°غربی   | —                      |                | [ ۱ ]    |
| ۲۱ دسامبر ۱۲۱  | ۱۰:۵۵:۴۳             | ۸۸         | جزئی   | ۰٫۱۱۳۱ | —                   | ۶۵°۳۰′جنوبی ۹۸°۲۴′غربی / ۶۵٫۵°جنوبی ۹۸٫۴°غربی   | —                      |                | [ ۱ ]    |
| ۱۷ مه ۱۲۰      | ۲۱:۱۳:۰۸             | ۵۵         | حلقه‌ای | ۰٫۹۵۴۶ | 04 دقیقه و 28 ثانیه | ۴۴°۱۲′جنوبی ۶۴°۱۸′غربی / ۴۴٫۲°جنوبی ۶۴٫۳°غربی   | ۴۱۹ کیلومتر (۲۶۰ مایل) |                | [ ۱ ]    |
| ۱۱ نوامبر ۱۲۰  | ۱۴:۲۷:۴۶             | ۶۰         | مرکب   | ۱٫۰۰۴۱ | 00 دقیقه و 24 ثانیه | ۱۴°۴۸′شمالی ۲۱°۴۸′شرقی / ۱۴٫۸°شمالی ۲۱٫۸°شرقی   | ۱۷ کیلومتر (۱۱ مایل)   |                | [ ۱ ]    |
| ۷ مه ۱۱۹       | ۰۳:۳۵:۴۸             | ۶۵         | مرکب   | ۱٫۰۱۲۵ | 01 دقیقه و 15 ثانیه | ۹°۴۲′شمالی ۱۷۶°۱۲′شرقی / ۹٫۷°شمالی ۱۷۶٫۲°شرقی   | ۴۳ کیلومتر (۲۷ مایل)   |                | [ ۱ ]    |
| ۳۱ اکتبر ۱۱۹   | ۲۲:۴۹:۳۰             | ۷۰         | حلقه‌ای | ۰٫۹۵۲۹ | 05 دقیقه و 00 ثانیه | ۲۰°۴۸′جنوبی ۱۲۰°۱۲′غربی / ۲۰٫۸°جنوبی ۱۲۰٫۲°غربی | ۱۷۴ کیلومتر (۱۰۸ مایل) |                | [ ۱ ]    |
| ۲۶ آوریل ۱۱۸   | ۱۶:۵۶:۲۷             | ۷۵         | Total  | ۱٫۰۵۸۳ | 04 دقیقه و 04 ثانیه | ۴۷°۰۰′شمالی ۵۰°۳۰′غربی / ۴۷٫۰°شمالی ۵۰٫۵°غربی   | ۲۴۸ کیلومتر (۱۵۴ مایل) |                | [ ۱ ]    |
| ۲۱ اکتبر ۱۱۸   | ۰۰:۰۹:۴۳             | ۸۰         | حلقه‌ای | ۰٫۹۱۵۳ | 07 دقیقه و 08 ثانیه | ۵۶°۲۴′جنوبی ۱۷۸°۳۰′شرقی / ۵۶٫۴°جنوبی ۱۷۸٫۵°شرقی | ۵۹۹ کیلومتر (۳۷۲ مایل) |                | [ ۱ ]    |
| ۱۷ مارس ۱۱۷    | ۰۲:۰۷:۳۰             | ۴۷         | جزئی   | ۰٫۶۴۴۸ | —                   | ۶۰°۴۸′جنوبی ۶۵°۴۸′غربی / ۶۰٫۸°جنوبی ۶۵٫۸°غربی   | —                      |                | [ ۱ ]    |
| ۱۵ آوریل ۱۱۷   | ۰۹:۵۱:۵۸             | ۸۵         | جزئی   | ۰٫۳۴۳۷ | —                   | ۶۱°۱۲′شمالی ۲۵°۱۲′غربی / ۶۱٫۲°شمالی ۲۵٫۲°غربی   | —                      |                | [ ۱ ]    |
| ۹ سپتامبر ۱۱۷  | ۰۷:۳۸:۴۶             | ۵۲         | جزئی   | ۰٫۲۶۸۰ | —                   | ۶۱°۰۰′شمالی ۱۴۴°۱۸′غربی / ۶۱٫۰°شمالی ۱۴۴٫۳°غربی | —                      |                | [ ۱ ]    |
| ۸ اکتبر ۱۱۷    | ۲۳:۳۹:۱۹             | ۹۰         | جزئی   | ۰٫۰۸۹۰ | —                   | ۶۰°۴۸′جنوبی ۱۳۲°۱۸′شرقی / ۶۰٫۸°جنوبی ۱۳۲٫۳°شرقی | —                      |                | [ ۱ ]    |
| ۶ مارس ۱۱۶     | ۱۵:۲۶:۴۳             | ۵۷         | مرکب   | ۱٫۰۰۰۹ | 00 دقیقه و 05 ثانیه | ۳۲°۵۴′جنوبی ۱۷°۱۸′شرقی / ۳۲٫۹°جنوبی ۱۷٫۳°شرقی   | ۴ کیلومتر (۲٫۵ مایل)   |                | [ ۱ ]    |
| ۲۹ اوت ۱۱۶     | ۱۶:۴۷:۴۸             | ۶۲         | Total  | ۱٫۰۲۱۰ | 01 دقیقه و 36 ثانیه | ۴۳°۳۶′شمالی ۰°۱۸′غربی / ۴۳٫۶°شمالی ۰٫۳°غربی     | ۹۰ کیلومتر (۵۶ مایل)   |                | [ ۱ ]    |
| ۲۳ فوریه ۱۱۵   | ۲۱:۴۲:۰۸             | ۶۷         | حلقه‌ای | ۰٫۹۴۸۵ | 05 دقیقه و 53 ثانیه | ۱°۳۶′شمالی ۹۸°۴۲′غربی / ۱٫۶°شمالی ۹۸٫۷°غربی     | ۱۹۴ کیلومتر (۱۲۱ مایل) |                | [ ۱ ]    |
| ۱۹ اوت ۱۱۵     | ۰۷:۵۴:۰۰             | ۷۲         | Total  | ۱٫۰۶۵۸ | 05 دقیقه و 36 ثانیه | ۸°۰۰′شمالی ۱۰۸°۰۰′شرقی / ۸٫۰°شمالی ۱۰۸٫۰°شرقی   | ۲۱۶ کیلومتر (۱۳۴ مایل) |                | [ ۱ ]    |
| ۱۲ فوریه ۱۱۴   | ۲۱:۵۴:۵۱             | ۷۷         | حلقه‌ای | ۰٫۹۱۷۹ | 07 دقیقه و 43 ثانیه | ۵۱°۳۶′شمالی ۱۳۵°۲۴′غربی / ۵۱٫۶°شمالی ۱۳۵٫۴°غربی | ۱۳۵ کیلومتر (۸۴ مایل)  |                | [ ۱ ]    |
| ۹ اوت ۱۱۴      | ۰۰:۳۵:۳۰             | ۸۲         | Total  | ۱٫۰۵۱۰ | 04 دقیقه و 05 ثانیه | ۳۶°۰۰′جنوبی ۱۶۲°۰۰′غربی / ۳۶٫۰°جنوبی ۱۶۲٫۰°غربی | ۳۰۸ کیلومتر (۱۹۱ مایل) |                | [ ۱ ]    |
| ۳ ژانویه ۱۱۳   | ۰۷:۴۵:۳۹             | ۴۹         | جزئی   | ۰٫۴۹۸۵ | —                   | ۶۴°۴۸′جنوبی ۸۹°۱۸′غربی / ۶۴٫۸°جنوبی ۸۹٫۳°غربی   | —                      |                | [ ۱ ]    |
| ۲۹ ژوئن ۱۱۳    | ۰۳:۰۸:۱۷             | ۵۴         | جزئی   | ۰٫۸۸۴۴ | —                   | ۶۵°۲۴′شمالی ۱۶°۰۰′غربی / ۶۵٫۴°شمالی ۱۶٫۰°غربی   | —                      |                | [ ۱ ]    |
| ۲۲ دسامبر ۱۱۳  | ۱۸:۴۸:۳۲             | ۵۹         | Total  | ۱٫۰۲۳۸ | 01 دقیقه و 47 ثانیه | ۵۵°۴۲′جنوبی ۴۷°۴۲′غربی / ۵۵٫۷°جنوبی ۴۷٫۷°غربی   | ۹۶ کیلومتر (۶۰ مایل)   |                | [ ۱ ]    |
| ۱۸ ژوئن ۱۱۲    | ۰۶:۴۸:۰۷             | ۶۴         | حلقه‌ای | ۰٫۹۵۱۹ | 05 دقیقه و 17 ثانیه | ۴۱°۴۲′شمالی ۱۲۶°۳۶′شرقی / ۴۱٫۷°شمالی ۱۲۶٫۶°شرقی | ۱۸۵ کیلومتر (۱۱۵ مایل) |                | [ ۱ ]    |
| ۱۲ دسامبر ۱۱۲  | ۱۰:۰۵:۳۴             | ۶۹         | Total  | ۱٫۰۴۶۷ | 04 دقیقه و 26 ثانیه | ۱۴°۴۸′جنوبی ۷۶°۴۲′شرقی / ۱۴٫۸°جنوبی ۷۶٫۷°شرقی   | ۱۵۷ کیلومتر (۹۸ مایل)  |                | [ ۱ ]    |
| ۷ ژوئن ۱۱۱     | ۰۷:۲۴:۳۲             | ۷۴         | حلقه‌ای | ۰٫۹۵۵۷ | 06 دقیقه و 05 ثانیه | ۴°۴۲′جنوبی ۱۱۶°۴۸′شرقی / ۴٫۷°جنوبی ۱۱۶٫۸°شرقی   | ۱۸۱ کیلومتر (۱۱۲ مایل) |                | [ ۱ ]    |
| ۲ دسامبر ۱۱۱   | ۰۰:۵۸:۳۱             | ۷۹         | Total  | ۱٫۰۱۰۴ | 00 دقیقه و 58 ثانیه | ۳۴°۴۸′شمالی ۱۴۳°۳۶′غربی / ۳۴٫۸°شمالی ۱۴۳٫۶°غربی | ۶۵ کیلومتر (۴۰ مایل)   |                | [ ۱ ]    |
| ۲۸ آوریل ۱۱۰   | ۰۲:۱۶:۵۲             | ۴۶         | جزئی   | ۰٫۱۶۴۱ | —                   | ۷۰°۳۶′شمالی ۶۳°۱۸′شرقی / ۷۰٫۶°شمالی ۶۳٫۳°شرقی   | —                      |                | [ ۱ ]    |
| ۲۷ مه ۱۱۰      | ۱۲:۱۹:۲۱             | ۸۴         | جزئی   | ۰٫۶۳۱۲ | —                   | ۶۸°۲۴′جنوبی ۵۹°۰۶′شرقی / ۶۸٫۴°جنوبی ۵۹٫۱°شرقی   | —                      |                | [ ۱ ]    |
| ۲۲ اکتبر ۱۱۰   | ۱۸:۳۳:۲۷             | ۵۱         | جزئی   | ۰٫۳۵۵۷ | —                   | ۷۱°۱۲′جنوبی ۱۷۴°۴۲′غربی / ۷۱٫۲°جنوبی ۱۷۴٫۷°غربی | —                      |                | [ ۱ ]    |
| ۱۶ آوریل ۱۰۹   | ۱۶:۵۹:۵۲             | ۵۶         | Total  | ۱٫۰۶۵۴ | 04 دقیقه و 43 ثانیه | ۴۸°۴۸′شمالی ۴۳°۰۶′غربی / ۴۸٫۸°شمالی ۴۳٫۱°غربی   | ۲۸۶ کیلومتر (۱۷۸ مایل) |                | [ ۱ ]    |
| ۱۰ اکتبر ۱۰۹   | ۱۸:۳۹:۵۱             | ۶۱         | حلقه‌ای | ۰٫۹۱۸۶ | 08 دقیقه و 21 ثانیه | ۴۷°۱۸′جنوبی ۷۱°۴۲′غربی / ۴۷٫۳°جنوبی ۷۱٫۷°غربی   | ۴۲۴ کیلومتر (۲۶۳ مایل) |                | [ ۱ ]    |
| ۶ آوریل ۱۰۸    | ۱۰:۰۱:۵۹             | ۶۶         | Total  | ۱٫۰۶۸۴ | 06 دقیقه و 10 ثانیه | ۱°۴۲′شمالی ۷۹°۴۸′شرقی / ۱٫۷°شمالی ۷۹٫۸°شرقی     | ۲۲۳ کیلومتر (۱۳۹ مایل) |                | [ ۱ ]    |
| ۲۹ سپتامبر ۱۰۸ | ۱۹:۱۰:۰۱             | ۷۱         | حلقه‌ای | ۰٫۹۴۹۵ | 06 دقیقه و 12 ثانیه | ۰°۲۴′جنوبی ۶۰°۳۶′غربی / ۰٫۴°جنوبی ۶۰٫۶°غربی     | ۱۸۵ کیلومتر (۱۱۵ مایل) |                | [ ۱ ]    |
| ۲۷ مارس ۱۰۷    | ۰۰:۴۱:۰۸             | ۷۶         | Total  | ۱٫۰۱۴۲ | 01 دقیقه و 07 ثانیه | ۵۱°۰۰′جنوبی ۱۱۶°۰۰′غربی / ۵۱٫۰°جنوبی ۱۱۶٫۰°غربی | ۸۶ کیلومتر (۵۳ مایل)   |                | [ ۱ ]    |
| ۱۹ سپتامبر ۱۰۷ | ۰۲:۲۱:۵۷             | ۸۱         | مرکب   | ۱٫۰۰۰۶ | 00 دقیقه و 03 ثانیه | ۴۷°۰۶′شمالی ۱۴۹°۰۰′غربی / ۴۷٫۱°شمالی ۱۴۹٫۰°غربی | ۳ کیلومتر (۱٫۹ مایل)   |                | [ ۱ ]    |
| ۱۴ فوریه ۱۰۶   | ۱۷:۱۱:۱۴             | ۴۸         | جزئی   | ۰٫۵۰۹۹ | —                   | ۷۰°۳۰′شمالی ۷۰°۰۰′غربی / ۷۰٫۵°شمالی ۷۰٫۰°غربی   | —                      |                | [ ۱ ]    |
| ۱۰ اوت ۱۰۶     | ۰۷:۵۴:۲۲             | ۵۳         | جزئی   | ۰٫۶۶۰۴ | —                   | ۶۹°۴۲′جنوبی ۷۶°۳۰′شرقی / ۶۹٫۷°جنوبی ۷۶٫۵°شرقی   | —                      |                | [ ۱ ]    |
| ۸ سپتامبر ۱۰۶  | ۱۶:۱۳:۰۹             | ۹۱         | جزئی   | ۰٫۲۷۵۹ | —                   | ۷۱°۲۴′شمالی ۹۶°۳۰′شرقی / ۷۱٫۴°شمالی ۹۶٫۵°شرقی   | —                      |                | [ ۱ ]    |
| ۳ فوریه ۱۰۵    | ۱۶:۴۴:۳۲             | ۵۸         | حلقه‌ای | ۰٫۹۲۷۰ | 09 دقیقه و 50 ثانیه | ۱۶°۴۸′شمالی ۲۴°۳۰′غربی / ۱۶٫۸°شمالی ۲۴٫۵°غربی   | ۳۳۲ کیلومتر (۲۰۶ مایل) |                | [ ۱ ]    |
| ۳۰ ژوئیه ۱۰۵   | ۰۰:۱۶:۵۶             | ۶۳         | Total  | ۱٫۰۴۸۴ | 04 دقیقه و 48 ثانیه | ۹°۱۲′جنوبی ۱۳۸°۵۴′غربی / ۹٫۲°جنوبی ۱۳۸٫۹°غربی   | ۱۸۴ کیلومتر (۱۱۴ مایل) |                | [ ۱ ]    |
| ۲۲ ژانویه ۱۰۴  | ۱۹:۱۵:۲۳             | ۶۸         | حلقه‌ای | ۰٫۹۶۵۲ | 03 دقیقه و 53 ثانیه | ۲۹°۰۶′جنوبی ۵۵°۱۸′غربی / ۲۹٫۱°جنوبی ۵۵٫۳°غربی   | ۱۲۷ کیلومتر (۷۹ مایل)  |                | [ ۱ ]    |
| ۱۹ ژوئیه ۱۰۴   | ۱۲:۲۰:۴۹             | ۷۳         | حلقه‌ای | ۰٫۹۹۸۲ | 00 دقیقه و 11 ثانیه | ۳۷°۴۸′شمالی ۴۵°۰۰′شرقی / ۳۷٫۸°شمالی ۴۵٫۰°شرقی   | ۶ کیلومتر (۳٫۷ مایل)   |                | [ ۱ ]    |
| ۱۲ ژانویه ۱۰۳  | ۰۴:۵۵:۲۶             | ۷۸         | Total  | ۱٫۰۱۰۴ | 00 دقیقه و 39 ثانیه | ۷۹°۳۰′جنوبی ۱۷۰°۱۸′شرقی / ۷۹٫۵°جنوبی ۱۷۰٫۳°شرقی | ۶۷ کیلومتر (۴۲ مایل)   |                | [ ۱ ]    |
| ۸ ژوئیه ۱۰۳    | ۱۷:۱۸:۰۶             | ۸۳         | جزئی   | ۰٫۸۴۱۸ | —                   | ۶۶°۴۸′شمالی ۱۴۹°۴۲′شرقی / ۶۶٫۸°شمالی ۱۴۹٫۷°شرقی | —                      |                | [ ۱ ]    |
| ۳ دسامبر ۱۰۳   | ۰۹:۱۰:۵۲             | ۵۰         | جزئی   | ۰٫۶۲۴۴ | —                   | ۶۳°۴۸′شمالی ۱۲۳°۳۶′شرقی / ۶۳٫۸°شمالی ۱۲۳٫۶°شرقی | —                      |                | [ ۱ ]    |
| ۱ ژانویه ۱۰۲   | ۱۹:۴۴:۱۷             | ۸۸         | جزئی   | ۰٫۱۲۳۳ | —                   | ۶۶°۳۰′جنوبی ۱۱۸°۰۶′شرقی / ۶۶٫۵°جنوبی ۱۱۸٫۱°شرقی | —                      |                | [ ۱ ]    |
| ۲۹ مه ۱۰۲      | ۰۳:۴۴:۳۴             | ۵۵         | حلقه‌ای | ۰٫۹۶۵۴ | —                   | ۶۳°۱۸′جنوبی ۱۴۹°۳۶′غربی / ۶۳٫۳°جنوبی ۱۴۹٫۶°غربی | —                      |                | [ ۱ ]    |
| ۲۲ نوامبر ۱۰۲  | ۲۳:۰۶:۲۵             | ۶۰         | مرکب   | ۱٫۰۰۰۵ | 00 دقیقه و 03 ثانیه | ۱۲°۵۴′شمالی ۱۱۰°۰۶′غربی / ۱۲٫۹°شمالی ۱۱۰٫۱°غربی | ۲ کیلومتر (۱٫۲ مایل)   |                | [ ۱ ]    |
| ۱۷ مه ۱۰۱      | ۱۰:۳۷:۳۱             | ۶۵         | مرکب   | ۱٫۰۱۷۰ | 01 دقیقه و 44 ثانیه | ۸°۲۴′شمالی ۷۰°۵۴′شرقی / ۸٫۴°شمالی ۷۰٫۹°شرقی     | ۵۹ کیلومتر (۳۷ مایل)   |                | [ ۱ ]    |
| ۱۱ نوامبر ۱۰۱  | ۰۷:۰۲:۵۲             | ۷۰         | حلقه‌ای | ۰٫۹۴۹۰ | 05 دقیقه و 32 ثانیه | ۲۴°۰۶′جنوبی ۱۱۶°۱۸′شرقی / ۲۴٫۱°جنوبی ۱۱۶٫۳°شرقی | ۱۸۹ کیلومتر (۱۱۷ مایل) |                | [ ۱ ]    |

## References
1. 1 2 3 4 5 6 7 8 9 10 11 12 13 14 15 16 17 18 19 20 21 22 23 24 25 26 27 28 29 30 31 32 33 34 35 36 37 38 39 40 41 42 43 44 45 46 47 48 49 50 51 52 53 54 55 56 57 58 59 60 61 62 63 64 65 66 67 68 69 70 71 72 73 74 75 76 77 78 79 80 81 82 83 84 85 86 87 88 89 90 91 92 93 94 95 96 97 98 99 100 101 102 103 104 105 106 107 108 109 110 111 112 113 114 115 116 117 118 119 120 121 122 123 124 125 126 127 128 129 130 131 132 133 134 135 136 137 138 139 140 141 142 143 144 145 146 147 148 149 150 151 152 153 154 155 156 157 158 159 160 161 162 163 164 165 166 167 168 169 170 171 172 173 174 175 176 177 178 179 180 181 182 183 184 185 186 187 188 189 190 191 192 193 194 195 196 197 198 199 200 201 202 203 204 205 206 207 208 209 210 211 212 213 214 215 216 217 218 219 220 221 222 223 224 225 226 227 228 229 230 231 232 233 234 235 236 237  "Catalog of Solar Eclipses: 200 to 101 BC". NASA. Retrieved 2009-08-11.